# Astrabe flavimaculata
Astrabe flavimaculata es una especie de peces de la familia de los Gobiidae en el orden de los Perciformes.

## Morfología
Los machos pueden llegar a alcanzar los 3,1 cm de longitud total.

## Hábitat
Es un pez de mar y de clima templado y demersal que vive entre 5-6 m de profundidad.

## Distribución geográfica
Se encuentra en el Japón. 

## Observaciones
Es inofensivo para los humanos. 